# Prototheca zopfii
Prototheca zopfii  ist eine ubiquitär vorkommende Grünalge, die über kein Chlorophyll verfügt. Sie ist in der normalen Umgebung weit verbreitet und kann bei Menschen und Hunden in seltenen Fällen eine Erkrankung, die Protothekose auslösen, die sich meist in Form von Hautläsionen äußert. Die Spezies wurde erstmals 1894 beschrieben.

## Biologie
P. zopfii ist eine einzellige Alge von kugelförmiger bis elliptischer Form und 7 bis 30 μm Durchmesser. Die dickwandige Zelle (Theca) besitzt eine Zellwand mit zwei elektronenmikroskopisch unterscheidbaren Schichten und enthält 2 bis 20 nicht symmetrisch angeordnete Endosporen. Die Vermehrung erfolgt asexuell durch Zerstörung der Mutterzelle und Freisetzen der Sporen, die sich zu neuen adulten Zellen entwickeln. Die Sporenfreisetzung erfolgt unter Idealbedingungen alle 5 bis 6 Stunden. Die Anzahl Tochterzellen ist dabei nicht strikt genetisch bestimmt; vielmehr besitzt jede Zelle eine bestimmte Wahrscheinlichkeit, 2, 4, 8, 16 oder 32 Tochterzellen hervorzubringen. Diese Wahrscheinlichkeit hängt nicht von der Anzahl Tochterzellen der vorherigen Generation ab, sondern kann durch Veränderungen des Kulturmediums beeinflusst werden.
P. zopfii besitzt weder Chloroplasten noch Chlorophyll. Die Alge kann daher keine Photosynthese betreiben, sondern lebt heterotroph. Sie konvertiert dabei 1 mol Glucose zu 2 mol Milchsäure. Die thermotolerante Varietät P. zopfii var. hydrocarbonea kann außerdem unter anaeroben Bedingungen bei 25 bis 40 °C Glucose zu Ethanol und CO2 konvertieren (Alkoholische Gärung).

## Identifikation
Das Vorkommen von P. zopfii als Krankheitserreger kann durch die Kultur infizierter Flüssigkeit in Sabouraud-Dextrose-Agar oder durch eine mikroskopische Untersuchung von Gewebeproben auf Sporangien untersucht werden.

## Antimikrobielle Therapie
Die Behandlung von Infektionen mit P. zopfii ist nicht standardisiert. Amphotericin B, Itraconazol, Posaconazol und Voriconazol wurden eingesetzt.